# Autocrator

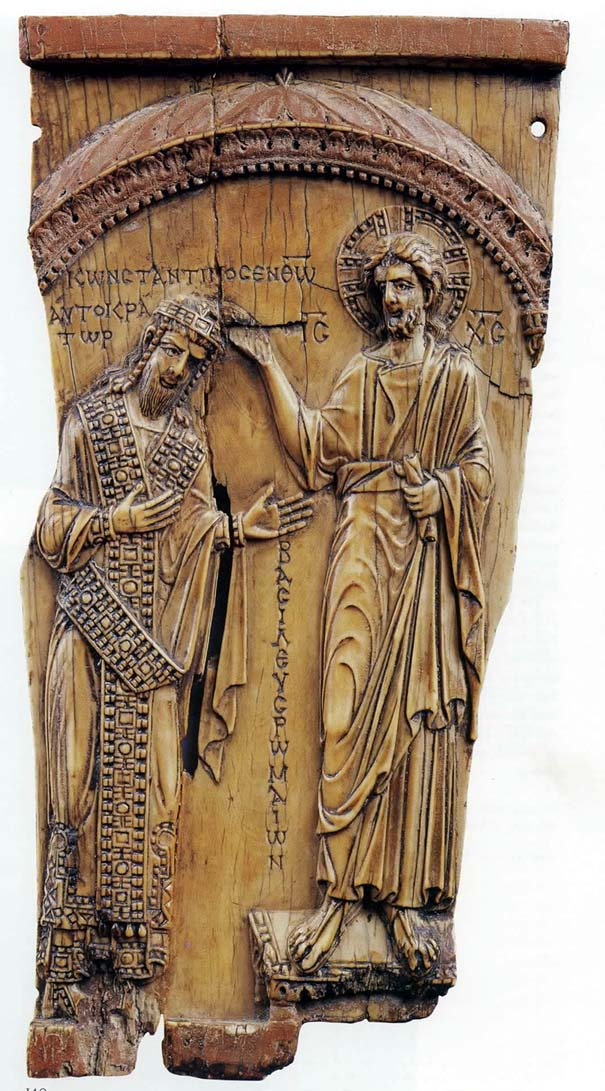
Placa de marfim mostrando o imperador bizantino sendo coroado por Cristo; a legenda diz: "Constantino, [fiel] em Deus, autokratōr e basileus dos romanos".

Autocrator (em grego: αὐτοκράτωρ; romaniz.: Autokratōr, lit. "auto-governante", "aquele que governa sozinho") é um epíteto grego aplicado a um indivíduo que exerce o poder absoluto e irrestrito. Num contexto histórico, foi aplicado a comandantes-em-chefe militares e a imperadores romanos e bizantinos como tradução do título latino imperator. Suas conotações com o absolutismo bizantino deram origem aos termos modernos autocrata e autocracia. No grego moderno a palavra significa "imperador"; sua forma feminina é autokrateira (αὐτοκράτειρα).

## História
O título surgiu na Grécia Clássica, no fim do século V a.C., e foi utilizado por generais que recebiam autoridade independente, isto é, comandantes supremos (estratego autocrator). Na Atenas Clássica, os estrategos autocratores (stratēgoi autokratores) foram generais que receberam o poder autônomo de comando, ou seja, estavam autorizados a tomar certas decisões diplomáticas e militares sem fazer qualquer tipo de consulta prévia à Assembleia Ateniense. Isto ocorria quando o general encontrava-se longe de Atenas, como por exemplo durante a Expedição Siciliana. Ainda assim, os generais permaneciam responsáveis por prestar contas à assembleia por sua conduta ao retornarem. Práticas semelhantes eram adotadas por outras cidades-Estado gregas, como Siracusa, onde o cargo serviu como base de poder para diversos dos tiranos da cidade. Os estrategos autocratores também foram indicados por diversas das ligas formadas por estas cidades-Estado, para liderar seus exércitos combinados. Foi assim que Filipe II da Macedônia foi declarado hēgemōn e estratego autocrator dos Estados gregos meridionais pela Liga de Corinto, um cargo ocupado posteriormente por seu filho, Alexandre, o Grande.